# 长铺镇 (绥宁县)
长铺镇，是中华人民共和国湖南省邵陽市绥宁县下辖的一个乡镇级行政单位。

## 行政区划
长铺镇下辖以下地区：
长铺社区、长征路社区、朱砂塘社区、江口园社区、大公坪社区、万家坪社区、长铺村、和平村和绥宁县园艺场。